# Doctor Deseo
Doctor Deseo és un grup de rock basc sorgit a Bilbao el 1986.

## Discografia
- 1987 - Doctor Deseo
- 1989 - Tan cerca del cielo
- 1992 - Fugitivos del paraíso
- 1995 - Gotas de dolor... un charco de olvido
- 1998 - Hay cuentos aún por inventar
- 2000 - Atrapado en tu silencio... de incertidumbres y caricias
- 2002 - Suspira.. y conspira
- 2004 - Rómpeme con mil caricias, cielo... rómpeme
- 2005 - Metamorfosis (básicamente lento) (CD+DVD)
- 2006 - Detras de los espejos rotos
- 2008 - Sexo, ternura y misterio
- 2010 - Deseo, cartografía imposible
- 2012 - Al amanecer... seguir soñando